# Russelia sarmentosa
Russelia sarmentosa är en grobladsväxtart som beskrevs av Nikolaus Joseph von Jacquin. Russelia sarmentosa ingår i släktet Russelia och familjen grobladsväxter. Inga underarter finns listade i Catalogue of Life.